# Earthbeat
Earthbeat – album kompilacyjny brytyjskiej grupy elektronicznej i ambientowej The Future Sound of London.

## Lista utworów
1. Mental Cube – Q (Original) – 4:15
2. Yage – Quazi – 6:32
3. Candese – You Took My Love – 4:19
4. The Future Sound of London – Papua New Guinea (Dumb Child Of Q) – 4:23
5. Indo Tribe – Owl – 4:57
6. Semi Real – People Livin' Today – 5:03
7. Yage – Theme From Hot Burst – 4:35
8. Indo Tribe – Shrink – 4:27
9. Mental Cube – So This Is Love – 4:51
10. Mental Cube – Chile Of The Bass Generation – 4:02
11. Smart Systems – Tingler (Remix) – 5:04
12. Yage – Coda Coma – 4:51
13. Indo Tribe – In The Mind Of A Child – 5:04
14. Humanoid – Stakker Humanoid (Coby '94 Mix) – 6:06
15. Smart Systems – Creator – 2:58
16. Indo Tribe – Bite The Bullet Baby – 3:16